# Nikołaj Bubiakin
Nikołaj Wasiljewicz Bubiakin (ros. Николай Васильевич Бубякин, ur. 1898 w obwodzie jakuckim, zm. 12 maja 1942) – przewodniczący Rady Komisarzy Ludowych Jakuckiej ASRR (1928-1929).
1918-1919 członek gminnego zarządu rolniczego w obwodzie jakuckim, 1919-1920 sekretarz nasleżskiego komitetu rewolucyjnego, 1920-1924 sekretarz gminnego komitetu rewolucyjnego, od 1924 do sierpnia 1928 przewodniczący Komitetu Wykonawczego Jakuckiej Rady Obwodowej. Od 1926 członek WKP(b), od sierpnia 1928 do lutego 1929 przewodniczący Rady Komisarzy Ludowych Jakuckiej ASRR, następnie ludowy komisarz rolnictwa Jakuckiej ASRR, 1930-1931 przewodniczący komitetu wykonawczego rady rejonowej, 1932 kierownik Wydziału Organizacyjnego Centralnego Komitetu Wykonawczego (CIK) Jakuckiej ASRR. Od lipca 1932 do 1935 przewodniczący Komitetu Wykonawczego Rady Miejskiej w Jakucku, od sierpnia 1937 do 1938 zarządzający sprawami Rady Komisarzy Ludowych Jakuckiej ASRR.
1 listopada 1938 aresztowany, 8 września 1941 skazany na 8 lat więzienia, zmarł podczas odbywania kary.